# Championnat de Belgique de football de deuxième division 1920-1921
Navigation
saison précédente saison suivante
Cette page présente la septième édition du championnat  Promotion (D2) belge.
Après avoir « gelé » les séries lors de la saison 1919-1920 à la suite de la Première Guerre mondiale, la Fédération belge a une surprise agréable pour ses clubs. Afin de faire passer les séries à quatorze clubs participants, il est décidé de ne reléguer qu'une seule équipe vers les séries régionales et d'en promouvoir trois vers la Division d'Honneur.
Ce championnat est dominé par le Standard et le Club malinois qui s'isolent en tête et accaparent les deux premières places montantes. La troisième donne lieu à un chassé-croisé qui débouche sur l'obligation de disputer un test-match. Un "replay" est même nécessaire et finalement, le SC Anderlechtois prend le dessus sur le R. FC Liégeois. Les Mauves bruxellois vont pouvoir découvrir l'élite nationale la saison suivante.
- Le nom des clubs est celui employé à l'époque

## Club participants
Douze clubs prennent part à cette édition, soit le même nombre que lors de la saison précédente.
| #  | Nom                          | Mat. | Ville      | Terrain                       | En D2 depuis (série) | Total en D2 | Saison précédente |
| -- | ---------------------------- | ---- | ---------- | ----------------------------- | -------------------- | ----------- | ----------------- |
| 1  | Léopold Club de Bruxelles    | 5    | Uccle      | Parc Brugmann                 | 1919-1920 (2e)       | 2 saisons   | 10e               |
| 2  | Standard CLub Liégeois       | 16   | Sclessin   | stade de Sclessin             | 1919-1920 (2e)       | 2 saisons   | 2e                |
| 3  | Sporting Club Courtraisien   | 19   | Courtrai   | ??                            | 1911-1912 (5e)       | 5 saisons   | 9e                |
| 4  | Football Club Liègois        | 4    | Angleur    | Renory                        | 1913-1914 (3e)       | 5 saisons   | 5e                |
| 5  | Stade Louvaniste             | 18   | Louvain    |                               | 1909-1910 (7e)       | 7 saisons   | 11e               |
| 6  | Tilleur Football Club        | 21   | Ougrée     | site du Bois d'Avroy          | 1909-1910 (7e)       | 7 saisons   | 1er               |
| 7  | Football Club malinois       | 25   | Malines    | Achter de Kazerne             | 1909-1910 (7e)       | 7 saisons   | 7e                |
| 8  | Football club Bressoux       | 23   | Bressoux   | ??                            | 1911-1912 (5e)       | 5 saisons   | 8e                |
| 9  | Sporting Club Anderlechtois  | 35   | Anderlecht | De Scheut                     | 1913-1914 (3e)       | 3 saisons   | 3e                |
| 10 | Lyra Turn en Sportvereniging | 52   | Lierre     | Lyrastadion, Mechelsesteenweg | 1913-1914 (3e)       | 3 saisons   | 4e                |
| 11 | Berchem Sport                | 28   | Berchem    | Grote Steenweg                | 1919-1920 (2e)       | 3 saisons   | 6e                |
| 12 | Albert Elisabeth Club Mons   | 44   | Mons       | ??                            | 1919-1920 (2e)       | 2 saisons   | 12e               |

| \| Liège · Standard CL · FC Bressoux · FC Liégeois · Tilleur FC Berchem Sport Lyra FC Malinois Courtrai Sports SC Anderlechtois Léopold CB St. Louvaniste Liège AEC Mons \| Localisation des clubs engagés en « Promotion 1920-1921 » |
| Liège · Standard CL · FC Bressoux · FC Liégeois · Tilleur FC Berchem Sport Lyra FC Malinois Courtrai Sports SC Anderlechtois Léopold CB St. Louvaniste Liège AEC Mons                                                                 |

### Localisation des clubs liégeois
Les 4 cercles liégeois sont :
(8) Standard CL
(16) FC Bressoux
FC Liégeois
Tilleur FC

## Classement
Légende
- Champion & Promu en Division d'Honneur
- 2e montant en Division d'Honneur
- Barrage pour une place en Division d'Honneur
- Barrages de maintien
- Relégation vers les séries inférieures

Abréviations
T: Tenant du titre 1920 (pas de montant)
| Rang | Équipe           | Pts | J  | G  | N | P  | Bp | Bc | Diff |
| ---- | ---------------- | --- | -- | -- | - | -- | -- | -- | ---- |
| 1    | STANDARD CL      | 35  | 22 | 16 | 3 | 3  | 46 | 15 | +31  |
| 2    | FC Malinois      | 34  | 22 | 13 | 8 | 1  | 48 | 19 | +29  |
| 3    | SC Anderlechtois | 29  | 22 | 12 | 5 | 5  | 63 | 25 | +38  |
| 3    | R. FC Liégeois   | 29  | 22 | 12 | 5 | 5  | 48 | 28 | +20  |
| 5    | TSV Lyra         | 27  | 22 | 11 | 5 | 6  | 31 | 28 | +3   |
| 6    | Berchem Sport    | 21  | 22 | 6  | 9 | 7  | 31 | 40 | -9   |
| 7    | Stade Louvaniste | 19  | 22 | 8  | 3 | 11 | 33 | 42 | -9   |
| 8    | Tilleur FC T     | 18  | 22 | 7  | 4 | 11 | 53 | 43 | +10  |
| 9    | R. Léopold CB    | 16  | 22 | 7  | 2 | 13 | 41 | 55 | -14  |
| 10   | Courtrai Sports  | 16  | 22 | 6  | 4 | 12 | 22 | 42 | -20  |
| 11   | FC Bressoux      | 11  | 22 | 3  | 5 | 14 | 31 | 57 | -26  |
| 12   | AEC Mons         | 9   | 22 | 3  | 3 | 16 | 21 | 74 | -53  |

## Déroulement de la saison

### Résultats des rencontres
Avec douze clubs engagés, 134 matches sont au programme de la saison.
| Résultats (▼dom., ►ext.)                                   | AND | BER | BRE | COU | LEO | LIE | LOU | LYR | FCM | MON | STA | TIL |
| SC Anderechtois                                            |     | 6-0 | 4-0 | 7-2 | 3-1 | 1-1 | 3-1 | 1-2 | 3-4 | 8-0 | 1-0 | 4-0 |
| Berchem Sport                                              | 1-1 |     | 2-0 | 0-1 | 3-2 | 0-0 | 2-3 | 1-1 | 2-2 | 3-1 | 1-2 | 4-2 |
| FC Bressoux                                                | 0-4 | 1-2 |     | 2-2 | 3-6 | 1-5 | 2-2 | 0-1 | 0-0 | 4-4 | 1-2 | 2-0 |
| SC Courtraisien                                            | 0-4 | 1-1 | 1-0 |     | 4-1 | 0-1 | 3-0 | 1-2 | 0-2 | 1-3 | 0-1 | 0-0 |
| Léopold CB                                                 | 1-1 | 3-0 | 2-3 | 2-1 |     | 0-3 | 2-0 | 5-0 | 3-3 | 1-2 | 0-1 | 2-3 |
| FC Liégeois                                                | 5-4 | 4-2 | 4-3 | 0-1 | 4-3 |     | 3-0 | 0-2 | 1-1 | 8-1 | 1-1 | 3-2 |
| Stade Louvaniste                                           | 1-2 | 1-1 | 4-2 | 4-0 | 3-1 | 2-0 |     | 3-2 | 2-2 | 3-2 | 1-2 | 1-0 |
| TSV Lyra                                                   | 2-2 | 0-0 | 2-1 | 1-0 | 1-2 | 3-2 | 1-0 |     | 0-0 | 4-1 | 0-0 | 3-0 |
| FC Malinois                                                | 1-0 | 1-1 | 5-1 | 4-0 | 4-0 | 1-0 | 3-0 | 1-0 |     | 3-0 | 1-2 | 3-1 |
| AEC Mons                                                   | 0-3 | 1-1 | 0-0 | 0-2 | 1-3 | 0-1 | 2-1 | 1-4 | 0-2 |     | 1-2 | 0-7 |
| Standard CL                                                | 2-0 | 5-1 | 3-1 | 5-0 | 4-0 | 0-0 | 3-0 | 2-0 | 0-2 | 4-0 |     | 2-3 |
| Tilleur FC                                                 | 1-1 | 2-3 | 1-3 | 2-2 | 3-1 | 0-2 | 4-1 | 5-0 | 3-3 | 8-0 | 1-2 |     |
| - Victoire à domicile - Match nul - Victoire à l'extérieur |     |     |     |     |     |     |     |     |     |     |     |     |

### Test-match pour l'attribution de la3eplacemontante
- Rencontre disputée sur le terrain du Daring

| Date       | Equipe 1         | Equipe 2       | Résultat | Remarques |
| ---------- | ---------------- | -------------- | -------- | --------- |
| 13/03/1921 | SC Anderlechtois | R. FC Liégeois | 1-1      |           |

### Replay - Test-match pour l'attribution de la3eplacemontante
- Rencontre disputée sur le terrain de Tilleur

| 13/03/1921 | R. FC Liégeois – SC Anderlechtois | 0-1   |
|            | SC Anderlechtois                  | Promu |

## Récapitulatif de la saison
- Champion : Standard CL (1er titre en D2)
- Troisième titre de "D2" pour la Province de Liège.
- Deuxième promu: FC malinois.
- Troisième promu: SC anderlechtois.

| Région flamande (4)             | Région flamande (4) | Province de Brabant (3)      | Province de Brabant (3) | Région wallonne (5)    | Région wallonne (5) |
| ------------------------------- | ------------------- | ---------------------------- | ----------------------- | ---------------------- | ------------------- |
| Province d'Anvers               | 3                   | Région de Bruxelles-Capitale | 2                       | Province de Hainaut    | 1                   |
| Province de Flandre-Occidentale | 1                   | Province du Brabant flamand  | 1                       | Province de Liège      | 4                   |
| Province de Flandre-Orientale   | 0                   | Province du Brabant wallon   | 0                       | Province de Luxembourg | 0                   |
| Province de Limbourg            | 0                   |                              |                         | Province de Namur      | 0                   |

1. ↑  Au niveau footballistique, la province de Brabant est toujours unitaire malgré sa partition territoriale en 1995.

## Montée / Relégation
Champion, le Standard CL peut retrouver l'élite la saison suivante. Derrière les "Rouches", le vice-champion, le FC malinois gagne aussi le droit de monter et devient le 26e club différent à rejoindre la plus haute division belge (le 4e de la Province d'Anvers).
En finissant par sortir vainqueur des test-matches, le SC Anderlechtois est le 27e cercle différent (le 12e du Brabant) à atteindre le sommet de la hiérarchie nationale.
L'AEC Mons est relégué en séries régionales.
Promus depuis les divisions inférieures : Liersche SK, Boom FC, CS La Forestoise et Fléron FC.

## Débuts en séries nationales
Aucun club n'effectue ses débuts en séries nationales lors de cette saison.

## Changement de nom
Reconnu "Société Royale", le FC Liégeois (matricule 4) adapte son appellation et devient le Royal Football Club Liégeois à partir de la saison suivante.

## Divisions inférieures
À cette époque, les compétitions ne connaissent pas encore la même hiérarchie que celle qui est la leur de nos jours. C'est essentiellement après la Première Guerre mondiale que la pyramide va se constituer.
Depuis 1909-1910, sous les deux séries nationales (Division d'Honneur et Promotion), se déroulent des championnats régionaux. Les clubs sont regroupés par zones géographiques. Celles-ci ne tiennent pas toujours compte du découpage administratif des provinces, eu égard au petit nombre de clubs que connaissent certaines régions. Au fil des saisons, une hiérarchie de "Divisions" s'installe dans les différentes régions.
Des test-matches (appelés aussi barrages) sont organisés entre les vainqueurs de zones. À la fin d'un parcours, se compliquant au fil des saisons, les gagnants montent en Promotion.
Au fil des années, la montée vers la Promotion est déterminée par ces test-matches. Toutefois, un "principe d'élection" reste en vigueur pendant plusieurs saisons. Un « système de licence » bien avant l'instauration des fameux sésames actuels en quelque sorte.
Selon les régions (et selon les sources que l'on retrouve les concernant), les appellations Division 2 ou Division 3 sont courantes. Cela vient du fait que certaines séries régionales conservèrent le nom (Division 2) qu'elles portent avant la création de la  Promotion. En effet, avant cela leur vainqueurs de ces séries prenaient part au tournoi de fin de saison (appelé « Division 2 »,)  par zones géographiques et alors que le tournoi final regroupant les vainqueurs de zone s'appelle « Division 1 ». Localement d'autres séries sont considérées comme « Division 3 » et en portent le nom.
Mais il est bon de savoir qu'à cette époque pour la Fédération belge, il n'y a donc que deux "divisions nationales".